# Huachia rugicollis
Huachia rugicollis är en insektsart som beskrevs av Rauno E. Linnavuori 1959. Huachia rugicollis ingår i släktet Huachia och familjen dvärgstritar. Inga underarter finns listade i Catalogue of Life.